# La bella addormentata
La bella addormentata és una pel·lícula de 1942 dirigida per Luigi Chiarini.

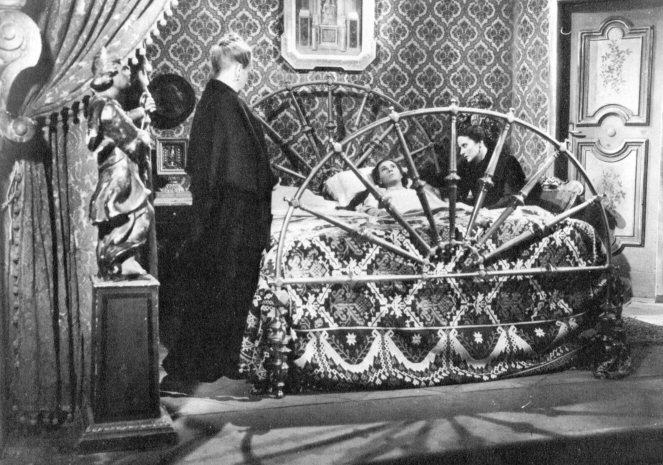
Escena de la pel·lícula

Malgrat el títol, la pel·lícula no té res a veure amb el conte de fades de Charles Perrault, sinó que està basada en l'obra homònima de Rosso di San Secondo, i representa un dels grans exemples. del gènere del cinema italià conegut com a calligrafismo.

## Argument
La criada Carmela arriba del poble per servir a casa del notari Don Domenico, hipòcrita i ambigu, i és seduïda per ell. La noia fuig de la casa i cau a les urpes d'una bruja que, afalagant-la amb promeses, vol comerciar amb la seva bellesa. Un jove, Salvatore conegut com a Nero, que treballa en el procés del sofre la treu de la casa vergonyosa i obliga el notari a reparar el mal fet casant-se amb ella. La noia passa pels diferents esdeveniments com si estigués en un estat d'adormiment. El dia del seu casament es desmaia abans d'entrar a l'església i cau greument malalta. Abans de morir revela que el sulfatador era el seu únic amor i la incomprensió d'ell li va causar la malaltia.

## Repartiment
- Luisa Ferida: Carmela
- Amedeo Nazzari: Salvatore, dit el Nero
- Osvaldo Valenti: Domenico Caramandola
- Teresa Franchini: tia Agata
- Pina Piovani: Nunziata
- Margherita Bossi Nicosia: Concetta
- Guido Celano: solfataro
- Carlo Dessy: sulfatador
- Fiorella Betti: Erminia
- Gildo Bocci: mercant
- Roberto Pasetti: patró del cafè Trinacria
- Pietro Bigerna: mariscal dels carabiners
- Piero Palermini: client del cafè Trinacria
- Renata Drago: noia
- Isa Mari: noia
- Luigi Urbinati: home amb gramòfon
- Renato Navarrini: metge
- Achille Togliani

## Distribució

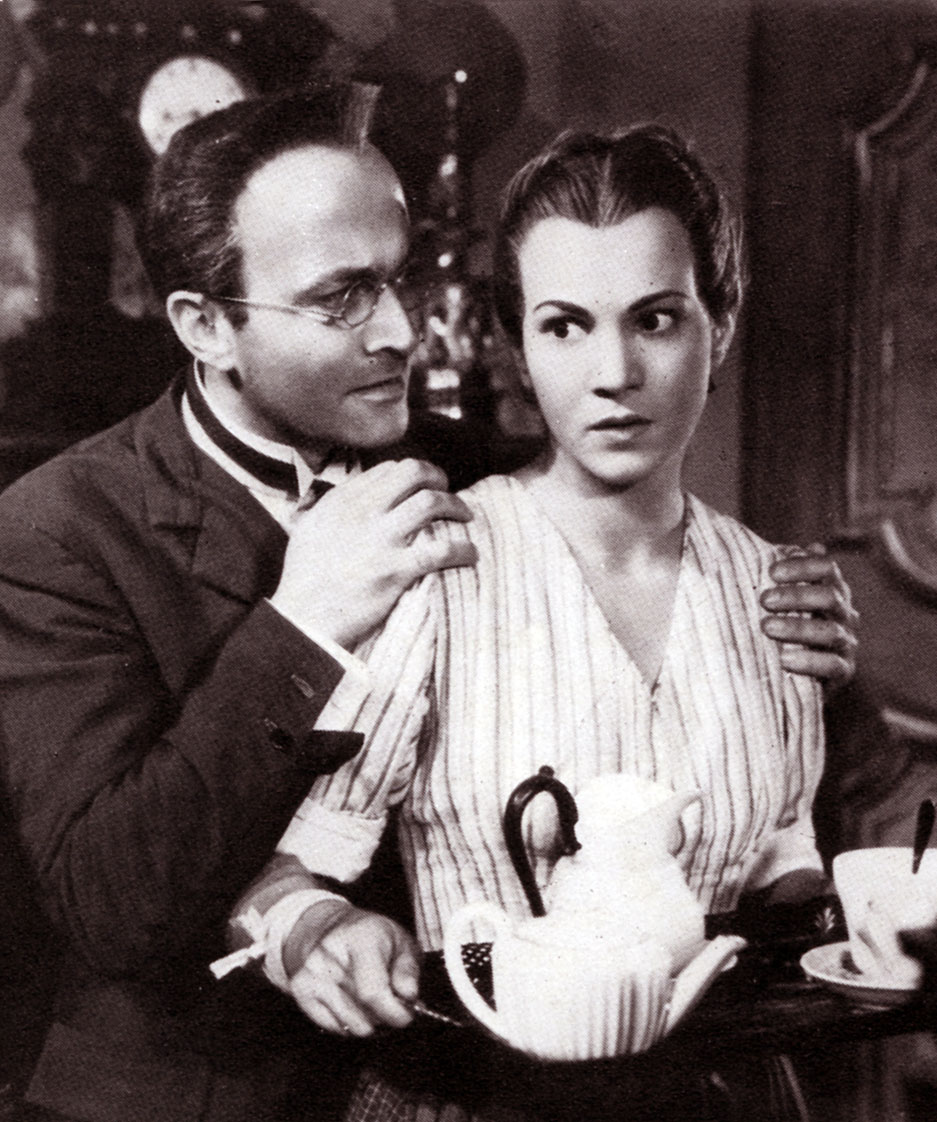
Osvaldo Valenti i Luisa Ferida en una foto d'escena

La pel·lícula fou presentada a la 10a Mostra Internacional de Cinema de Venècia (1942). Realitzada als estudis del Centro Sperimentale di Cinematografia de Roma, es va estrenar als cinemes la segona quinzena de setembre de 1942.

## Crítica
'Una aventura colorida', va definir la seva comèdia Rosso di San Secondo; volia reunir un tema de terra pintat fosc amb alguns indicis surrealistes derivats de Verga, De Roberto, Capuana. I Chiarini, minuciós i refinat pintor d'ambients, perspicaç coneixedor de les expressions pictòriques més recents [..] ha enfocat la lent als dos pols oposats: el poble sicilià [..] i la dona de la trena negra i el caminar de coèfora [..] sense mostrar-nos una bardissa de figues o un camp de tarongers (és a dir, abominant el pintoresc) ha compost un "clima" sicilià perfecte: catòlic i gelós, roent i absolut, alimentat amb pebrots cebats i vins densos, amb coralls i cristalls. Dins d'aquest clima, "la bella addormentata" passa com l'àngel de Dante a l'Estígia "amb plantes seques". Sota la direcció de Chiarini, Ferida és perfecta en els seus gestos, en l'ambientació de la figura, en la seva mirada, en la seva veu".